# جون مكدونالد (سياسي أسترالي)
جون مكدونالد (بالإنجليزية: John McDonald)‏ هو مستكشف وسياسي أسترالي، ولد في 21 يوليو 1869 في فيكتوريا في أستراليا، وتوفي في 19 يونيو 1934 في أستراليا. انتخب عضو الجمعية التشريعية لأستراليا الغربية عن دائرة Electoral district of Gascoyne ‏ (1911 – 1914).